# 帝国少年
帝国少年（ていこくしょうねん、本名・生年月日非公開）は日本のイラストレーター。男性。

## 人物
独特の世界観をもつ架空の街「帝国町」を舞台とした人々の生活をえがく。
その他、小説の挿絵などでも活躍中。

## 作品リスト

### アニメ
- 牙（プロダクションデザイン、2006年）

### イラスト
- 裸者と裸者（打海文三、挿絵、2006年）
- 愚者と愚者（打海文三、挿絵、2006年）
- 倫敦少年探偵団（島田一志、挿絵、2007年）
- モリー・テンプラーと蒼穹の飛行艦（スティーブン・ハント、挿絵、2007年）
- Lost and Found―さがしもの（石崎洋司、香谷美季、永井するみ、長崎夏海、花形みつる、挿絵、2008年）
- 回帰祭（小林めぐみ、挿絵、2008年）
- 覇者と覇者（打海文三、挿絵、2008年）
- 死神少女（吉野匠、挿絵、2009年）
- ザ・ウェーブ（モートン・ルー、挿絵、2009年）
- 風車祭（池上永一、挿絵、2008年）
- 地球保護区（小林めぐみ、挿絵、2009年）
- ゲームデザイン脳-桝田省治の発想とワザ-（桝田省治、挿絵、2010年）
- 「四季（梅雨）」（ガンガンONLINE2009年6月18日）

### その他
- robot（参加、イラスト・フルカラーコミック）
- ピアニッシモ（参加、イラスト・マンガ
- 季刊エス（参加、イラスト）
- ヘッドホン少女画報（参加、イラスト）
- ピクシブ年鑑2009（参加、イラスト）
- 萌える日本刀大全（参加、イラスト）
- S-Fマガジン（参加、イラスト）
- ヤングコミック（参加、イラスト）
- edith（参加、イラスト）
- もえ☆スタ（参加、イラスト）
- まんがくらぶ（読み切り漫画）
- ピリオドゼロ（参加、イラスト）
  - グルーヴコースター（ジャケットイラスト、上記ピリオドゼロのイラスト流用）